# Chicago (film)
Chicago je americký muzikálový film režiséra Roba Marshalla z roku 2002, založený na stejnojmenném muzikálu. Film byl nominován na třináct Oscarů, z nichž šest, včetně Oscara za nejlepší film, skutečně obdržel, doprovází množství jazzových písní. Odehrává se v Chicagu mezi dvěma světovými válkami, ve zlaté éře jazzu a swingu. V hlavních rolích vynikli známí herci Catherine Zeta-Jones, Renée Zellweger a Richard Gere.

## Děj
Děj filmu začíná dvěma vraždami, na nichž je celý děj postaven – známá zpěvačka a tanečnice Velma Kellyová zastřelí svého nevěrného přítele i s jeho milenkou, kupodivu sestrou Velmy. Roxie Hartová, do té doby neznámá mladá žena, snící o kariéře jazzové zpěvačky, zastřelí v návalu vzteku svého milence Freda Caselyho, se kterým podváděla svého muže Amose. Fred jí totiž bez obalu řekne, že s ní chodil jen kvůli sexu, a tím ji ponížil. Obě ženy spojuje koncert, na kterém před vraždou byly – Velma jako účinkující, Roxie jako divačka. Obě jsou zatčeny a převezeny do Věznice Cook County (která skutečně existuje). Obě stojí před procesem, ve kterém mohou být odsouzeny k smrti. Vězeňská dozorčí, které se přezdívá Máma, jim za úplatu sežene známého chicagského advokáta, který o sobě prohlašuje, že v životě neprohrál proces – Billyho Flynna. Ten poradí Roxie, co má říkat, jak se má oblékat atd. – používá všechny cesty, jak zapůsobit na porotu a média. Vymyslí si historku, že se ve skutečnosti Roxie chtěla rozejít s Fredem, který to neunesl a sáhl po zbrani jejího manžela, Amose. Roxie po ní měla sáhnout ve stejný okamžik a v sebeobraně Freda zastřelit. Cestu z vězení jim komplikuje vzájemná rivalita – Velma zpočátku Roxie otevřeně pohrdá. Když pak zjistí, že Billyho a média více zajímá Roxie, začne naopak této podlézat a nabízet jí, po osvobození z věznice, společné vystupování. Uražená a slávou zpychlá Roxie na nabídky však nereaguje. Do věznice je přivezena nová vražedkyně – asiatka Kitty Baxterová. Zdá se, že Billyho pozornost se obrátí na ni, ale Roxie v přítomnosti novinářů, kteří doprovázejí do cely Kitty, sehraje mdloby a vymyslí si, že je těhotná. Pozornost se vrátí k ní. Proces se začíná vyvíjet velmi slibně. Když ji Billy nutí vzít si na líčení nevzhledné těhotenské šaty, aby hrála na city porotě, urazí se a rozhodne se hájit sama. Nicméně, když je v její části věznice popravena první žena po mnoha letech, Maďarka, která tvrdí, že je nevinná, ale těžko se hájí kvůli jazykové bariéře, dostane strach a požádá Billyho o další spolupráci. Další komplikaci však představuje Velma – Máma jí předá Roxiin deník, který dokazuje, že je Roxiina výpověď lživá. Velma s ním vystoupí u soudu a svědčí proti Roxie, za což je sama osvobozena. Billy by jej rád prohlásil za podvrh, ale to mu znemožní Roxie, která se rozhořčeným výkřikem prozradí. Při konečném přelíčení Bill sehraje dokonalé divadlo, znemožní prokurátora a přečte jinou část deníku, kterou sám zfalšoval a která naopak podporuje jeho verzi vraždy. Roxie je prohlášena za nevinnou a těší se přízni médií a všeobecné popularitě, jenže bezprostředně po vyřknutí verdiktu dojde v centru Chicaga k další ženské vraždě a Roxie je zapomenuta. Je zklamaná. Ještě jednou se za ní staví Velma, která jí znovu nabízí vystupování ve dvou. Roxie přijímá a vyplní se jí její sen stát se slavnou.

## Herci
Ve filmu se v hlavních rolích se mimo jiné představili:
| Renée Zellweger         | Roxie Hart [nadabovala Lucie Juřičková]             |
| Catherine Zeta-Jones    | Velma Kelly [nadabovala Mahulena Bočanová]          |
| Richard Gere            | Billy Flynn [nadaboval Vladislav Beneš]             |
| John C. Reilly          | Amos Hart [nadaboval Čestmír Gebouský]              |
| Christine Baranski      | novinářka Mary Sunshine [nadabovala Radka Stupková] |
| Queen Latifah           | Máma [nadabovala Valérie Zawadská]                  |
| Taye Diggs              | uvaděč písní [nadaboval Libor Hruška]               |
| Dominic West            | Fred Casely [nadaboval Tomáš Borůvka]               |
| Lucy Liu                | Kitty Baxter [nadabovala Marcela Kyselová]          |
| Ekaterina Chtchelkanova | maďarka [nadabovala Zuzana Morhartová]              |

## Ocenění
Film získal šest Oscarů:
- Oscar za nejlepší film
- Oscar za nejlepší ženský herecký výkon ve vedlejší roli (Catherine Zeta-Jones)
- Oscar za nejlepší uměleckou režii (John Myhre, Gordon Sim)
- Oscar za nejlepší střih (Martin Walsh)
- Oscar za nejlepší zvuk (Michael Minkler, Dominick Tavella, David Lee)
- Oscar za nejlepší kostýmy (Colleen Atwood)
- nominován na dalších sedm

Film též získal tři Zlaté glóby:
- Zlatý glóbus za nejlepší hudební nebo komediální film
- Zlatý glóbus za nejlepšího herce v hudebním nebo komediálním filmu (Richard Gere)
- Zlatý glóbus za nejlepší herečku v hudebním nebo komediálním filmu (Renée Zellweger)
- nominován na dalších pět

Dále film získal dvě ceny BAFTA (nejlepší zvuk a nejlepší herečka ve vedlejší roli - Catherine Zeta-Jones).